# Bierné
Bierné korábbi község Franciaország Loire mente régiójában, Maine-et-Loire megyében. 2019. január 1-jén három másik korábbi községgel egyesült és Bierné-les-Villages új község része lett.
Lakosainak száma 678 fő (2018. január 1.). Bierné Saint-Denis-d’Anjou, Miré, Argenton-Notre-Dame, Bouère, Châtelain, Gennes-sur-Glaize, Grez-en-Bouère, Saint-Laurent-des-Mortiers és Saint-Michel-de-Feins községekkel határos.

## Népesség
A település népességének változása:
| Lakosok száma | 678  | 681  | 691  | 682  | 678  |
|               | 2013 | 2015 | 2016 | 2017 | 2018 |